# フランス国鉄Z50000形電車
フランス国鉄Z50000形電車（フランスこくてつZ50000がたでんしゃ）は、ボンバルディア・トランスポーテーションが製造したフランス国鉄の郊外用交直流電車。愛称はフランシリアン (Francilien)。

## 概要
1960年以降イル＝ド＝フランス地域圏の路線(トランジリアン)に導入されてきたステンレス車両の置き換えを目的に導入された車両。2009年2月6日にボンバルディアのクレスパン工場で公開、2009年12月13日に最初の2編成が営業運転を開始している。
同地区を走るZ2N形電車と比べ、車体幅が250mm、座席幅が40mm、シートピッチが110mm広がったが、全長103mの2階建てであるZ 2Nが1064人を収容できるのに対し、全長112.5mだが1階建てのフランシリアンは915人が収容できる。またドア幅は1950mm、通路幅は550mmと広くなり、乗客の乗降スピードも1人当り3秒と速くなった。
車内は床暖房を使用しているため、暖房装置用の台座がなく、そのため座席下スペースが広がっている。また空気冷却装置やCCTVカメラを搭載している。また、各乗車口には乗客集計システムが付いているほか、車椅子用スペースや可動式ステップがあるが、フランス国鉄の要請によりトイレは設置されていない。座席は片持ち構造であるが、荷物棚はない。
案内放送は電子DRM情報システムを装備し、1車両に4基17インチLCDが配置されている。車内の証明は全てLEDで、天井には白、座席下には青の電球を配している。
車両はサン・ラザール駅発の列車にショート編成55本、パリ東駅とパリ北駅発の列車にロング編成117本を投入する。2009年から2011年までは1年に30本、2012年から2015年までは1年に40本を納入する予定である。またオプションとしてさらに200本の増備も計画されている。計画は2015年に終了する予定だが、オプションを全て発注した場合、2022年まで延長される可能性もある。